# 小島藩

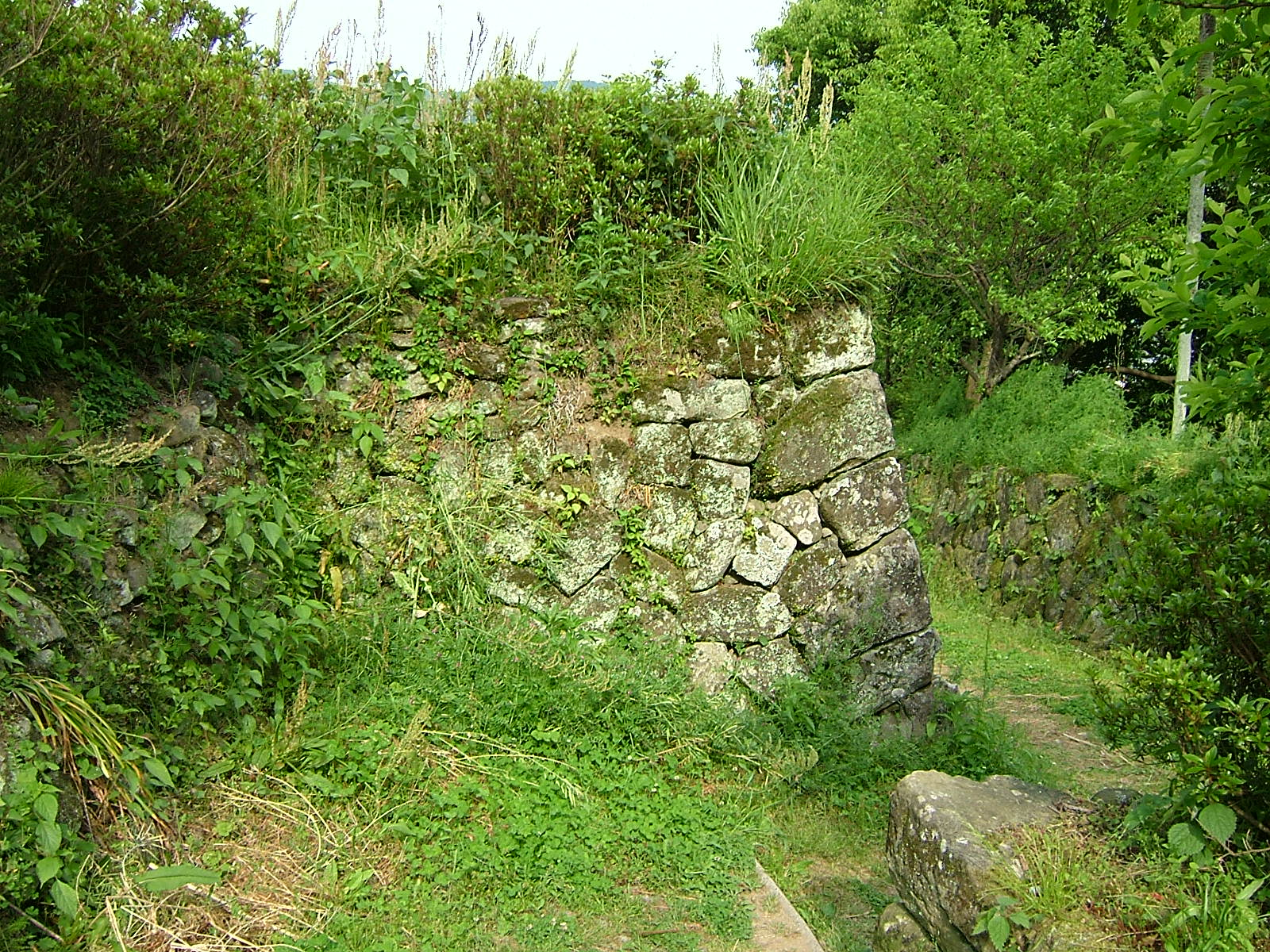
陣屋跡石垣

小島藩（おじまはん）は、駿河国の庵原郡・有渡郡・安倍郡に所領があった藩。石高1万石の小藩 で、元禄年間の立藩から幕末まで滝脇松平家が11代にわたって治めた。藩庁は庵原郡小島村（現在の静岡県静岡市清水区小島本町）の小島陣屋。
徳川綱吉の側近であった松平信孝は、若年寄に昇進した際に加増を受け、大名に取り立てられた。小島に陣屋を築いて移ったのは第2代藩主松平信治の時代であり、それまでは阿部入藩（あべのやはん、あるいは安倍谷藩）とも称される。このため、信治を初代小島藩主と位置付けることもある。本記事では信孝以来の大名としての滝脇松平家について述べる。

## 藩史

### 立藩以前
小島藩主家の祖は、徳川家康に仕えて大坂の陣で戦死した松平正勝である。正勝は滝脇松平家始祖・松平乗清の子孫とされているが、系譜関係について不明瞭な点があるとされ、『寛政重修諸家譜』では他1家（正勝の兄弟の家）とともに考証を付して判断を保留している（このため「松平 滝脇」の見出しの下には置かれていない）。
正勝には男子がなく、台命によって松平家信（形原松平家）の次男松平重信が正勝の娘婿となり、家を継いだ。重信は駿府城代などを務め、駿河国庵原・有渡・安倍3郡の内で5000石の知行を得た。当時の領地は駿府の北東郊外に分布しており、小島村を含む興津川流域の土地は含まれなかった。
重信の養子・松平信孝（篠山藩主松平典信の庶長子。重信の大甥にあたる）は、徳川綱吉に側近として仕え、天和2年（1682年）に1000石（上野国勢多・山田郡の内）を加増された。

### 立藩以後
元禄2年（1689年）5月11日、松平信孝が若年寄に昇進した際、知行も4000石（武蔵国埼玉、上野国邑楽・勢多・山田4郡のうち）を加増されて1万石となり、大名に取り立てられた。しかし、信孝は藩主となった翌年の元禄3年（1690年）に36歳で没した。
信孝の母方の甥にあたる松平信治が末期養子となって家を継ぎ、2代藩主となった。元禄11年（1698年）に武蔵・上野にあった所領が駿河3郡内に移された。小島村などの興津川流域（「山方」）や安倍川河口部（「浜方」）が領地に加わるのはこの時である。小島藩の成立は、江戸時代初期のこの地方における幕藩体制の定着化に重要な意義を持っている。翌元禄12年（1699年）に領知朱印状が与えられた。宝永元年（1704年）、身延道沿いの小島村に小島陣屋を築く。同年初めて領国入り（参勤交代）を行った。
財政は、初期から厳しかった。第4代藩主・松平昌信の時代、年貢増徴・賦役強化とともに支出の削減を中心とした藩政改革が行われた。寛延3年（1750年）から宝暦4年（1754年）にかけて、年貢の先取りといった名目で領民から借金（先納金）を行い、「御在所御借金」は利息を含め7000両以上にのぼった。明和2年（1765年）6月、年貢増徴（生籾五分ずり）に反対する惣百姓一揆が発生して年貢軽減要求を認めざるを得なくなり、改革の試みは失敗した。
第5代藩主・松平信義の時代に、年寄の倉橋格は恋川春町の名で黄表紙の執筆に当たったことで知られている。
第7代藩主・松平信友は「君臣百姓和同一致」という直印書を発行し、領民に財政窮乏化からの年貢増徴のやむなきを説明している。第9代藩主・松平信進は領内産物の駿河半紙の専売制を実施して、ある程度の財政改革成功を収めた。
安政年間の戦力は、家臣団約100人に加え郷足軽（農兵）40名ほどであった。嘉永6年（1853年）の黒船来航当時は安倍七郎右衛門を隊長として、西島村と中島村の境に陣所をつくり、藩士数十名と足軽数十名にて陣所の番を数日間行った。
幕末は、最後の藩主・松平信敏が慶応3年（1867年）に新政府側に与した。慶応4年/明治元年（1868年）、徳川宗家が駿府藩70万石の領主として認められると、上総国に替地を与えられて移封され、はじめ金ヶ崎藩、次いで陣屋を移して桜井藩を称した。

## 歴代藩主
松平（滝脇）家
1万石。譜代。
1. 松平信孝
2. 松平信治
3. 松平信嵩
4. 松平昌信
5. 松平信義
6. 松平信圭
7. 松平信友
8. 松平信賢
9. 松平信進
10. 松平信書
11. 松平信敏

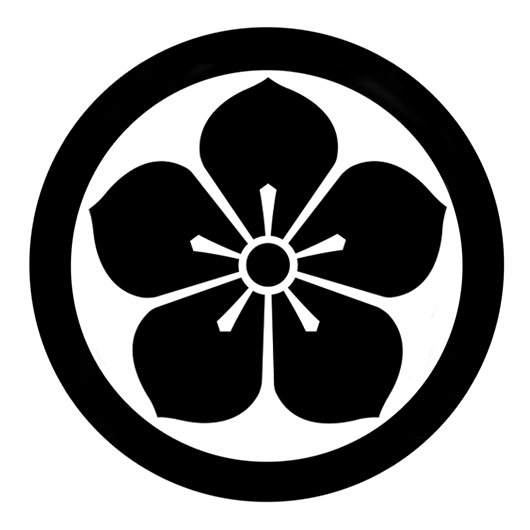
「丸に桔梗」紋。『寛政譜』では、小島藩主家は家紋を「丸に桔梗」「九曜」「蔦葉」としている。静岡市立清水小島小学校の校章は桔梗をかたどっている。

藩主の代数については、小島に陣屋を築いた信治を初代とする数え方もある。

## 幕末の領地
所領は、小島村を含む興津川流域の「山方」（「山行通り」）、駿府周辺の「府辺」（「中通り」）、安倍川河口部の「浜方」（「浜通り」）に大きく三分されていた。天保3年（1832年）時点では30か村で、幕末期まで知行地は変わらなかった。宮ケ崎には府辺17か村を管轄する小島藩の役所が置かれていた。
- 駿河国
  - 庵原郡のうち - 13村

長尾村 (28石3斗2升3合0勺0才0撮)・平山村 (26石0斗9升0合0勺0才0撮)・鳥坂村 (493石7斗3升0合0勺1才1撮)・吉原村 (163石7斗9升8合4勺9才2撮)・布沢村 (17石4斗8升0合0勺0才0撮)・土村 (10石9斗0升0合0勺0才0撮)・瀬名川村 (355石0斗1升0合9勺8才6撮)・広瀬村 (33石6斗7升5合4勺9才9撮)・清地村 (62石3斗4升8合9勺9才9撮)・中河内村 (245石7斗9升2合0勺0才7撮)・谷津村 (231石0斗0升5合0勺0才5撮)・小島村 (257石1斗7升7合0勺0才2撮)・小河内村 (415石0斗5升7合0勺0才7撮)		
- - 有渡郡のうち - 6村

池田村 (912石0斗0升4合0勺2才8撮)・上足洗村 (531石2斗8升3合0勺2才0撮)・下島村 (428石6斗9升0合0勺0才2撮)・西島村 (531石6斗7升2合9勺7才4撮)・西脇村 (531石5斗6升8合9勺7才0撮)・中島村 (615石7斗7升0合0勺2才0撮)		
- - 安倍郡のうち - 12村

柳新田村上組 (196石5斗7升2合0勺0才6撮)・柳新田村下組 (209石6斗6升7合0勺0才7撮)・池ヶ谷村 (281石5斗8升3合0勺0才8撮)・南村 (489石0斗1升4合0勺0才8撮)・有永村 (427石7斗9升5合0勺1才3撮)・羽高村 (88石0斗0升0合0勺0才0撮)・北村 (524石3斗8升2合0勺1才9撮)・東村 (482石8斗0升3合0勺0才9撮)・北沼上村 (206石6斗6升2合9勺9才4撮)・南沼上村 (315石3斗3升8合0勺1才3撮)・川合村 (781石8斗1升5合0勺0才2撮)・川合新田 (132石1斗0升0合0勺0才6撮)		
なお、幕末期の9代藩主・松平信進のとき、幕府領であった有度郡下川原が嘉永5年（1852年）松平丹後守（小島藩）領になり、万延元年（1860年）に松平和泉守領に移るまでの数年間小島藩領であった。

## 藩体制
幕府が大名に課す軍役の義務定数は、1万石の場合235人であり、小島藩の家臣団は102人だった。軍役の人員不足を郷足軽で補い、領地経営などの事務的な仕事を触元名主や藩御用達商人を登用するという小島藩独自の方法で補っていた。この項の内容は主に麻機誌をつくる編集委員会による「麻機誌」を参照にした。

### 家臣団
小島藩直属の武士。計102人。
内訳（蔵米取り22人、扶持金・扶持米受給者62人、扶持米取り18人）

### 郷足軽
郷足軽制、又は譜代足軽制と言われるもので、領内の農民の中で希望する者40名を譜代足軽とし、苗字帯刀を許し土地を与え、下級家臣の代わりにしていた。また山間部の領地の平山村などで猟の為に鉄砲の所持を許可された者を、有事の際の戦力としていた。

### 触元名主
触元（ふれもと）名主は、苗字帯刀を許され、藩より扶持米を下賜された名主。普通の庄屋や名主よりも上位にあり、幕府で一時禁止されていた名主惣代役をまかされていた。スタンスは藩寄りで、小島藩は触元名主を各村に置いたという。

### 藩御用達商人
小島藩より扶持米を与えられた3人の商人。府辺21ヶ村は駿府の野崎彦左衛門と野呂伝右衛門、山方9ヶ村は興津宿の田中与兵衛を通じて年貢米の換金などをしていた。

## 陣屋と陣屋町・江戸藩邸

### 陣屋

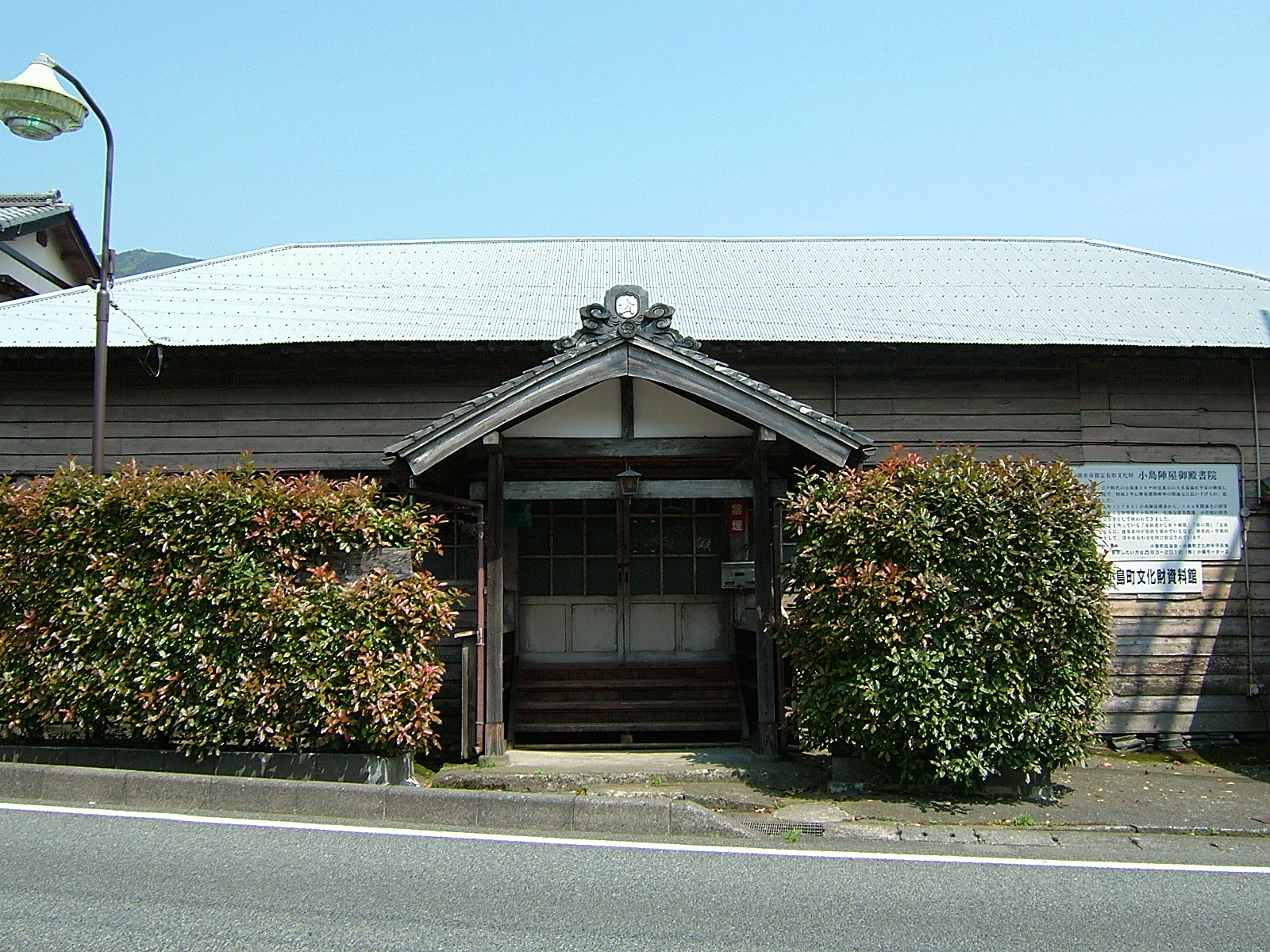
文化財資料館

小島陣屋は宝永元年（1704年）に2代藩主の信治により建設され、廃藩されるまでの藩政の中心地であった。小島陣屋の警護は1万石のお墨付き保護の為か、厳重であったと伝えられている。移封後に駿府藩に引き渡され、駿府藩（静岡藩）主小島役所、私塾包蒙舎教場、小学校校舎として利用されたが、昭和3年（1928年）に建物は解体され、土地は民間に払い下げられた。一般の陣屋と異なり、表門が枡形の構えであり、城郭を思わせる石垣や建物遺構等が良好に残されていることから、平成18年（2006年）に国の史跡に指定される。
解体時に御殿の書院は地元に払い下げられ、国道52号沿いの現在の場所に移築された。小島町公会堂として利用され、現在は文化財資料館になっている。
現在は畑になっているが、龍津寺の南国道沿いの南沢には番所も設けられていた。旅人の検閲や警護の為ためだろうと推測されている。

### 江戸藩邸
上屋敷は7代の信孝が旗本だった頃（天和3年（1683年））の武鑑によれば「飯田町の上」であったが、その後、元禄4年（1691年）の松會版武鑑では「大名かうし」、元禄8年（1695年）の松會版本朝武系当鑑では「ときははし内」、宝永2年（1705年）版では「すきやはし内」とあり、転々としていたことが確認できる。宝永7年（1710年）版武鑑では「小石川」となっており、以降は小石川で定着する。また、享保3年（1718年）の須原屋版武鑑では「小石川」となっていた表記が享保17年（1732年）の武鑑では「小石川富坂」と表記されるようになり、以降は「小石川富坂」に固定される。
下屋敷は元禄8年版には表記がないが、宝永2年版に「高田ばば」とあり、後に「本所四つ目」や「目白だい」に移転している。
中屋敷は当初は所有していなかったが、幕末に「本所南わり下水に1屋敷所有」と記載されている。

### 菩提寺
江戸で藩主や家臣が死去した際に埋葬される菩提寺は、文政年間の須原屋版武鑑では2箇所記載され、浄土宗の西福寺（浅草）と英信寺（下谷坂本）とされる。ただし、江戸時代中期の戯作者・浮世絵師として「恋川春町」の名で著名であり、滝脇松平家小島藩の年寄本役（家老）を務めた倉橋格の親子が内藤新宿の浄土宗成覚寺に埋葬されているので、少なくとも家臣については厳密に定められていたわけではなかったことが確認できる。
藩庁所在地の小島にある臨済宗妙心寺派の龍津寺は、小島藩主家の香華寺とされて庇護を受けた寺である。龍津寺には第4代藩主・松平昌信の墓所がある。

### 守護社

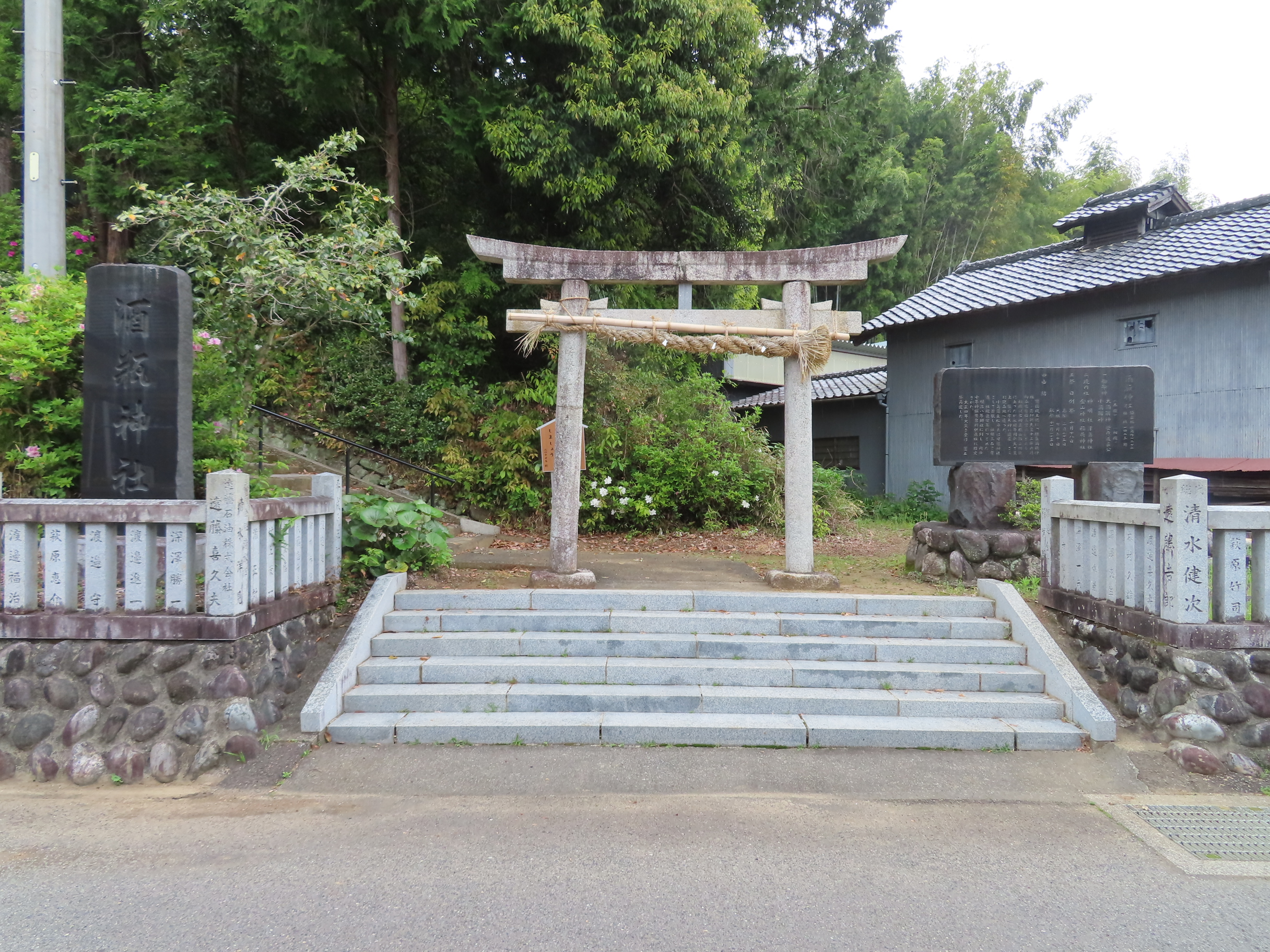
酒瓶神社。この鳥居は小島藩主が寄贈したもの。

酒瓶神社。小島陣屋からほど近い、北東の方角にある。小島藩の守護社であり、境内に藩主寄贈の石鳥居、石段、扁額などがある。
祭神は大酒解命（大山祇命）、小酒解命（木花咲耶姫命）。創建は不明。
県神社志によると彦押別天皇（十二代景行天皇）の時代に初めて官幣を奉った五宮とある。国の五宮とは富士浅間神社、庵原豊受社（豊積神社）、三保社（御穂神社）、伊河麻社（伊河麻神社）、酒瓶社（酒瓶神社）のこと。
永禄の頃、戦乱にて社殿が炎上し、宝暦元年（1751年）、信孝が社殿を造営し社領三石を寄進し小島藩の守護社となった。文政9年（1826年）、信友が本殿拝殿を改修。

## 文化・産業・人物

### 白隠慧鶴
第4代藩主・松平昌信の時代、龍津寺の遠忌法要に白隠慧鶴を招いており、白隠は龍津寺で『維摩経』を講じている。白隠は小島藩の惣百姓一揆の際に農民側に立ち、無血での事態収拾に貢献したと伝えられる。昌信は白隠に帰依し、龍津寺を墓所と定めた。
白隠慧鶴は龍津寺滞在中に小島藩主に宛てた手紙の形式の政治指南である「夜船閑話 巻之下」を執筆している。内容は贅沢をやめて倹約し、イエスマンを排除して賢臣を重用せよというものである。同書のなかで小島藩の傑出した人材として、神尾・奥平・近藤・斉藤・阿部の五人があげられており、五虎の老将と記されている。

### 恋川春町
第5代藩主・松平信義の時代に年寄を務めていた倉橋格は、恋川春町の名で戯作者として活動したことで知られている。筆名は江戸藩邸所在地の小石川春日町から命名されている。

### 駿河半紙
小島藩領を含む興津川上流域では、江戸時代後期に和紙が盛んに生産されるようになった。小島村ではほぼすべての農家が紙漉きを行っていたとされる。紙漉き農家から徴収された「紙年貢」は藩の財政を補った。

### 新川事件
麻畑沼(麻機沼)新田開発を巡る長尾川掘り替えに対して、請負人の駿府や江戸の商人らと瀬名村（小島藩領）、瀬名川村（小島藩領、大久保玄蕃知行所）、鳥坂村（小島藩領）の3村の間で宝永2年（1705年）から寛政8年（1796年）までの約90年にわたる訴訟が起き、工事は取りやめとなった。工事範囲は幕領、小島藩領、大久保玄蕃知行所、岡野雄之知行所の複雑な領地体系となっていた。

## 領民の暮らし
小島藩の領地が飛び地になっているためか、風習など領民の暮らしは駿河地方の一般的なものであった。
小島陣屋が置かれた小島においては、藩成立以前から農業により生計を立て、自給自足近い生活を営んできたが、小島陣屋が出来、家臣が小島に移り住んでくると衣類、雑貨、薬品等の商店ができるなど、町並みが形成された。
江戸後期の農民の娯楽は、ある村の記録によると、若者はお堂に集まり、双盤という鐘を打ち拍子をとりつつ念仏のごときものを唱へ、酒肴などを用意して飲んで食ってを無上の快としていたという。賭け事は禁止されていたが、壮年以上の者には花札が人気があったという。
庄屋（名主）の中には華道や囲碁、武芸などを嗜むものもおり、藩主より苗字帯刀を許されたケースも少なくない。

## 備考
- 静岡市出身の小説家諸田玲子の『日月めぐる』は、江戸時代後期の小島藩を舞台にした連作短編小説集である。